# 金氏豹蛛
金氏豹蛛（学名：Pardosa schenkeli）为狼蛛科豹蛛属的动物。在中国大陆，分布于山西等地。